# Eulophus citripes
Eulophus citripes är en stekelart som beskrevs av William Harris Ashmead 1901. Eulophus citripes ingår i släktet Eulophus och familjen finglanssteklar. Inga underarter finns listade i Catalogue of Life.